# Ehlersiella hirsuta
Ehlersiella hirsuta é uma espécie de anelídeo pertencente à família Terebellidae.
A autoridade científica da espécie é Roule, tendo sido descrita no ano de 1896.
Trata-se de uma espécie presente no território português, incluindo a sua zona económica exclusiva.